# Ишар-рамашу
Ишар-рамашу — правитель (энси) Эшнунны, правил в первой половине XX века до н. э.

## Правление
Список его датировочных формул говорит о хозяйственной деятельности этого правителя, наиболее важным из которого было строительства храма Ишкура (Адада) и прорытие одного канала.
Правил около 7 лет.

## Список датировочных формул Ишар-рамашу
|   | |
| a | Год, когда [Ишар-рамашу стал энси] mu [i-szar-ra-ma-szu ensi2] |
| b | a Год, когда было изготовлено великолепное парное оружие OIP 43 181 mu gisztukul mah masz-tab-ba ba-dim2 b Год, когда была изготовлена великолепная парная эмблема OIP 43 181 mu giszszu-nir mah masz-tab-ba ba-dim2 |
| c | Год, когда было изготовлено серебряное изображение [божества?] реки Туабан OIP 43 181 mu id2-tya-ba-an ku3-babbar ba-dim2                                                                                            |
| d | Год, когда [канал] Суил-Тишпак был построен / вырыт OIP 43 182 mu syi-el-dtiszpak ba-du3 |
| e | Год после года, когда [канал] Суил-Тишпак был построен / вырыт OIP 43 182 mu us2-sa syi-el-dtiszpak ba-du3 |
| f | Год, когда храм Ишкура был построен OIP 43 184 mu e2-diszkur ba-dim2 |
| g | Год, когда для Укулла был изготовлен великолепный жертвенник OIP 43 184 mu giszbanszur mah du3-gul-la ba-dim2 |

| Династия Эшнунны         |                                                 |                      |
| Предшественник: Билалама | правитель Эшнунны 1-я половина XX века до н. э. | Преемник: Уцуравассу |